# Philip Connard
Philip Connard (Southport, 1875 — Twickenham, 1958) est un peintre et aquarelliste britannique.
Il est en particulier connu pour ses peintures de paysages décoratifs. D'origine modeste, Connard est devenu un artiste éminent de l'huile et de l'aquarelle, dont les commandes lui ont valu une reconnaissance royale, étant décoré de l'Ordre royal de Victoria et fait membre de la Royal Academy of Arts et de la Royal Watercolour Society.

## Biographie

### Jeunesse et formation
Philip Connard naît à Southport le 24 mars 1875.
Connard quitte l'école avec le minimum d'éducation publique et se lance dans le bâtiment en tant que peintre en bâtiment. Il suit des cours du soir en art et obtient une bourse en design textile au Royal College of Art de Londres. Il gagne un prix de 100 £ du British Institute qui lui permet d'aller étudier à Paris, bien qu'il n'y reste pas aussi longtemps qu'il l'aurait espéré,.

### Débuts
Il retourne à Londres, où il travaille comme illustrateur pour les éditeurs Bodley Head et John Lane avant d'obtenir un poste à la Lambeth School of Art (en) où il enseigne à des artistes tels qu'Edmund Blampied,. Il soumet des tableaux au New English Art Club et se fait connaître comme peintre à l'huile de paysages décoratifs romantiques avec des personnages tels que des pierrots ou des oiseaux. On dit de ses compositions qu'elles sont « gracieuses, aérées et très individuelles dans leur conception ».

### Artiste de guerre lors de la Première Guerre mondiale

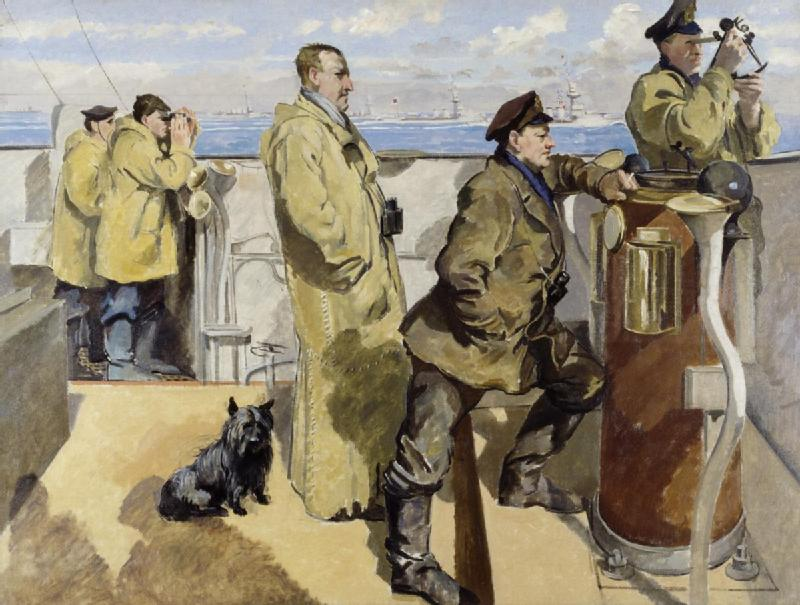
St George's Day 1918- Bridge of 'hms Canterbury'. When the Great Naval Raid took place on Zeebrugge and Ostend, 'hms Canterbury' was on Patrol Work (1918, Imperial War Museum).

Bien qu'il ait près de 40 ans lorsque la Première Guerre mondiale éclate, Connard se porte volontaire comme simple soldat, apprend à monter à cheval et combat en France en tant que membre d'une équipe de canons de l'Royal Field Artillery (en). Il atteint le grade de capitaine avant d'être invalidé en raison d'une grave obusite. Il est ensuite nommé artiste de guerre officiel de la Royal Navy de 1916 à 1918 et peint la reddition du navire allemand SMS Goeben et le raid sur Zeebruges,. Cette œuvre pour la Navy et de nombreuses autres sont conservées au Musée impérial de la guerre à Londres.

### Carrière artistique
Connard reçoit plusieurs commandes décoratives importantes : des peintures murales au château de Windsor, pour la maison de poupées de la reine Mary ; deux panneaux pour une salle de bal à New Delhi ; et un grand panneau sur le thème de l'Angleterre pour le paquebot de la Cunard, le RMS Queen Mary.
Philip Connard expose beaucoup, notamment à la Royal Academy, aux Leicester Galleries, à Barbizon House, à la Fine Art Society, à la Royal Watercolour Society et au New English Art Club, dont il est membre. 
Connard est élu associé de la Royal Academy en 1918 et devient membre académicien à part entière en 1925. Il est gardien de l'école de la Royal Academy, et son principal tuteur, de 1945 à 1949. Il est également membre à part entière de la Royal Society of Painters in Watercolours. En 1950, il est nommé commandeur de l'Ordre royal de Victoria. Il n'oublie pas sa ville natale : il y fonde et préside le Southport Palette Club, créé en 1921 pour organiser des expositions annuelles d'artistes locaux, et il conserve ce poste jusqu'à sa mort en 1958.

### Vie privée et dernières années
Connard se marie deux fois : sa première épouse, Mary Collyer, avec laquelle il a deux filles, est morte en 1927 ; en 1933, il épouse Georgina Yorke, qu'il représente dans nombre de ses dernières peintures d'intérieur. Il vit ensuite pendant plusieurs années à Richmond avec l'artiste écossaise Anne Finlay.
Philip Connard meurt à Twickenham le 8 décembre 1958.

## Conservation
- Australie
  - Galerie d'art d'Australie-Méridionale, Adélaïde[7]
  - Galerie d'art de Nouvelle-Galles du Sud, Sydney[8]
  - Musée national du Victoria, Melbourne[9]
- Autriche
  - Österreichische Galerie Belvedere, Vienne[10]
- France
  - Musée d'Orsay, Paris[11]
- Nouvelle-Zélande
  - Musée d'Art d'Auckland, Auckland[12]
  - Musée de Nouvelle-Zélande Te Papa Tongarewa, Wellington[13]
- Royaume-Uni
  - Ashmolean Museum, Oxford[14]
  - British Museum, Londres[1]
  - Galeries nationales d'Écosse[15]
  - Gallery Oldham, Oldham[14]
  - Guildhall Art Gallery (collections de la Cité de Londres), Londres[14]
  - Imperial War Museum, Londres[4]
  - Laing Art Gallery, Newcastle[14]
  - Manchester Art Gallery, Manchester[14]
  - Musée national de Cardiff, Cardiff[14]
  - Musée national du pays de Galles[16]
  - National Gallery, Londres[14]
  - National Portrait Gallery, Londres[17]
  - Potteries Museum & Art Gallery (en), Hanley[14]
  - Royal Academy, Londres[14]
  - Tate Gallery, Londres[18]
  - Walker Art Gallery, Liverpool[14]